# Sarah Lucas
Sarah Lucas est une artiste contemporaine née le 23 octobre 1962 à Londres, rattachée au groupe des Young British Artists. 
Elle vit et travaille à Londres.

## Biographie
Sarah Lucas est étudiante en arts visuels au Goldsmiths College. Elle appartient au groupe des Young British Artists qui se font remarquer lors de l’exposition Sensation à la Royal Academy de Londres en 1997. Ses sculptures sont dans les années 1980 formalistes. Puis Sarah Lucas s'empare des  théories féministes, ce qui va donner à son art une autre dimension.
Sarah Lucas s'est fait connaître par ses collages grand format composés de photocopies et de coupures d'articles de presse, dans lesquels elle combine les pin-up des revues avec les gros titres de la presse à sensation. Elle utilise des matériaux sans valeur ou qu'elle fabrique elle-même.
Elle remet en cause l'image de la femme dans ses photographies, dénonce le sexisme des images de presse et interpelle avec des photographies où l'identité de genre des sujets demeure incertaine.
La représentation du corps de la femme est à l'opposé des représentations classiques qui montrent des formes harmonieuses et satinées. Ses œuvres témoignent d'une certaine fascination pour la violence en général et cette fascination est toujours sexuelle selon elle, même s'il s'agit d'une photo de voiture éclatée. Le sexe est toujours présent soit par les titres, soit par des allusions volontairement grotesques.
À travers quelques installations, elle critique aussi la prétention visuelle de certaines œuvres d'art qu'elle tourne en dérision ou qu'elle évoque avec un humour au second degré.